# Alejandro Martinuccio
Hernán Alejandro Martinuccio (ur. 16 grudnia 1987 w Rosario) – argentyński piłkarz, grający podczas kariery na pozycji napastnika.

## Kariera klubowa
Alejandro Martinuccio rozpoczął karierę w drugoligowym Nueva Chicago Buenos Aires w 2005. W 2006 Nueva Chicago awansowała do argentyńskiej ekstraklasy. Z Nueva Chicago w 2007 spadł do drugiej, a rok później do trzeciej ligi. W 2009 odszedł do urugwajskiego CA Peñarol. W lidze urugwajskiej zadebiutował 23 września 2009 w wygranym 2-0 meczu z Montevideo Wanderers. W Peñarolu występował przez 2 lata, zdobywając w tym czasie mistrzostwo Urugwaju w 2010 oraz docierając do finału Copa Libertadores 2011, którym Peñarol okazał się gorszy od brazylijskiego Santosu FC (Martinuccio wystąpił w obu meczach finałowych).
Jego gra została zauważona w Brazylii dokąd trafił w lipcu 2011 zostając zawodnikiem Fluminense FC. W lidze brazylijskiej zadebiutował 14 sierpnia 2011 w przegranym 1-2 meczu z Grêmio Porto Alegre. Na początku 2012 został wypożyczony z Fluminense przez hiszpański Villarreal CF. W barwach Villarrealu zadebiutował 5 lutego 2012 wygranym 2-1 meczu z Sevillą. Niestety Villarreal nie zdołał utrzymać się w hiszpańskiej dlatego Martinuccio zmuszony został powrócić do Brazylii, gdzie został wypożyczony do Cruzeiro EC, w barwach którego zadebiutował 29 września 2012 w zremisowanym 0-0 meczu z SC Internacional.
| Sezon     | Klub                       | Kraj      | Rozgrywki                     | Mecze | Bramki |
| --------- | -------------------------- | --------- | ----------------------------- | ----- | ------ |
| 2005/2006 | Nueva Chicago Buenos Aires | Argentyna | Primera B Nacional            | ?     | ?      |
| 2006/2007 | Nueva Chicago Buenos Aires | Argentyna | Primera División              | ?     | ?      |
| 2007/2008 | Nueva Chicago Buenos Aires | Argentyna | Primera B Nacional            | 8     | 0      |
| 2008/09   | Nueva Chicago Buenos Aires | Argentyna | Primera B Metropolitana       | 9     | 9      |
| 2009/10   | CA Peñarol                 | Urugwaj   | Primera División              | 32    | 8      |
| 2010/11   | CA Peñarol                 | Urugwaj   | Primera División              | 23    | 6      |
| 2011      | Fluminense FC              | Brazylia  | Campeonato Brasileiro Série A | 14    | 1      |
| 2011/12   | Villarreal CF              | Hiszpania | Primera División              | 13    | 1      |
| 2012      | Cruzeiro EC                | Brazylia  | Campeonato Brasileiro Série A |       |        |